# Östra bio
Östra bio, biograf på Redbergsvägen 14 i Göteborg, som öppnade den 25 mars 1918 under namnet Quo Vadis, men bytte namn den 5 september 1921 under den nye ägaren Konrad J. Nilsson, eftersom religiösa människor klagade på den bibliska associationen.